# MTV2
A MTV2 é um canal de televisão por assinatura que está amplamente disponível nos Estados Unidos no cabo digital e satélite, e aos poucos é adicionado às listas de canais básicos do cabo por aquele país. O canal também é transmitido por televisão aberta em alguns mercados, onde o canal The Box era transmitido.
Lançado em 1 de agosto de 1996, a proposta original do canal era fornecer para os fãs de música um local para ver videoclipes sem comerciais, já que a MTV original estava começando a se concentrar em reality shows e telenovelas.
Hoje em dia, a MTV2 leva ao ar uma seleção de videoclipes, especiais relacionados à música e programas não-musicais focados na cultura jovem. Esses programas têm como público-alvo os adolescentes e jovens adultos (na faixa dos 20 anos).

## O começo da MTV2
A M2 (nome pelo qual era chamada até o primeiro trimestre de 1999) iniciou suas transmissões em 1 de agosto de 1996 — no 15º aniversário da MTV — com o videoclipe "Where It's At" de Beck sendo o primeiro a ir ao ar.
O videoclipe foi seguido por outros treze na primeira hora de transmissão da M2: "Ascension" de Maxwell, "Back to Life" de Soul II Soul, "Lust of Life" de Iggy Pop, "Bad as They Seem" de Hayden, "Waiting on a Friend" de The Rolling Stones, "50 Ft. Queenie" de PJ Harvey, "Illingness" de James Hall, "Dinner with Delores" de Prince, "I Left My Wallet in El Segundo" de A Tribe Called Quest, "Firestarter" de The Prodigy, "Violet" de Hole, "Plantman" de Gary Young e "Shadowboxer" de Fiona Apple.
A M2 foi criada para mostrar mais tipos alternativos de música e videoclipes mais velhos do que a MTV normal mostrava em 1996. No entanto, isso não significava que a M2 nunca tocava nada atual ou mainstream. Orgulhava-se de ser uma mistura diversa de todos os tipos de música.
Nos seus primeiros dois anos, a M2 estava restrita a televisão via satélite e aos pacotes mais caros da televisão a cabo, o que limitava sua disponibilidade. O maior grupo de assinantes do primeiro ano da M2 eram campi de universidades e faculdades que forneciam televisão via satélite a seus alunos. A M2 também era transmitida ao vivo pela Internet nos seus primeiros anos, o que significa que estava à frente de seu tempo, já que naquele período poucos tinham acesso banda larga à Internet.

### Programas e VJs originais
Durante os primeiros anos do canal, os videoclipes eram veiculados em blocos de 8 horas, para que o mesmo bloco de vídeos fosse repetido três vezes todo dia: das 6:00 às 14:00, das 14:00 às 22:00 e finalmente das 22:00 às 6:00. Um novo bloco então seria iniciado às 6:00. Durante esses anos, a M2 possuía apenas três VJs: Jancee Dunn, Matt Pinfield e Kris Kosach. Eles eram vistos raramente, e eram responsáveis por escolher os videoclipes que eram mostrados no canal. Nos anos seguintes, Pinfield saiu para continuar apresentando programas na MTV e Kosach foi apresentar programas na TechTV, enquanto Dunn permaneceu no canal até 2001.
A M2 era quase sempre uma mistura aleatória de música, apesar de alguns especiais temáticos irem ao ar. Um dos primeiros foi a videografia do The Smashing Pumpkins, no qual todos os videoclipes da banda foram exibidos em ordem cronológica. Às vezes, a M2 convidava músicos para escolher blocos de videoclipes ou apresentar blocos de uma hora (que ficaram conhecidos como Artist Collections) de videoclipes de uma banda ou músico.

### Maratona de videoclipes de A a Z
A partir de 1 de janeiro de 2000, em honra ao novo milênio, a MTV2 tentou exibir cada um dos videoclipes na biblioteca da MTV em ordem alfabética (por título da canção). Enquanto a maioria dos videoclipes foram exibidos, muitos foram pulados. O especial acabou na metade de abril de 2000. Na metade do especial, a MTV2 alterou sua programação de blocos de 8 horas por dia a dois blocos de 12 horas por dia, para que acabasse mais cedo e o canal pudesse voltar a exibir novos videoclipes mais uma vez.

## Primeiro relançamento da MTV2
No final de 2000, a Viacom, a dona da MTV e da MTV2, comprou o canal independente The Box, que exibia videoclipes de acordo com os pedidos dos telespectadores. A partir de 1 de janeiro de 2001, todas as residências que recebiam o The Box começaram a receber a MTV2 em seu lugar, colocando o canal em milhões de novas residências.
Como parte deste relançamento, a MTV2 começou a exibir comerciais e começou a separar por gênero os tipos de videoclipes que exibia. Hip-hop e soul, apresentados por uma nova VJ, Steph Lova, eram exibidos por uma hora todo dia às 10:00 e às 22:00. Rock era exibido todo dia às 9:00 e às 21:00, apresentado por outro novo VJ, Chris Booker.
Um novo programa apresentado por Jancee Dunn, chamado MTV2 Request, era exibido todo dia entre 11:00 e 12:00 e novamente entre 23:00 e 00:00. Todos os vídeos exibidos pelo programa eram selecionados por pedidos dos telespectadores através da Internet. Outro novo programa, chamado Control Freak, começou em 2001, indo ao ar todo dia das 20:00 às 21:00. O programa usava a votação em tempo real do telespectador para selecionar o próximo videoclipe, enquanto o videoclipe atual era exibido. Algum tempo depois, o Control Freak foi exportado para a MTV Brasil, onde seguia o mesmo formato. A maioria da programação diária ainda apresentava uma mistura diversa de rap, rock, pop e videoclipes novos e antigos.

### Próxima leva de VJs e programas
No final de 2001, a MTV2 realizou testes para novos VJs. Steph Lova, Jancee Dunn, Chris Booker e Dave Holmes desapareceram. Eles foram substituídos por Jim Shearer (que acabaria virando o principal VJ na agora segregada MTV2), Abby Gennet (MTV2 Rock, agora todos os dias das 15:00 às 17:00), Quddus (da MTV original, apresentava MTV2 Soul, todos os dias das 21:00 às 23:00) e La La e DJ Clue (MTV2 Hip-Hop, todos os dias das 22:00 à 00:00).
Durante a semana entre o Natal e o ano-novo, a MTV2 exibiu todos os videoclipes que tinham estreado no canal durante o ano inteiro de 2001, de segunda-feira a sábado, entre 10:00 e 20:00 todos os dias, em ordem alfabética por título da canção. Como na maratona da biblioteca completa da MTV em 2000, muitos videoclipes foram pulados, devido à ênfase aos comerciais e de horário curto.
Com o começo de 2002, o bloco de música techno e dance da MTV2, AMP (também exportado para a MTV Brasil), que era exibido nas noites de domingo entre 22:00 e 00:00, foi substituído por um programa chamado MTV2 Dance, um bloco de três horas de dance e techno, que apresentava alguma música mais obscura de DJs pouco conhecidos, além de videoclipes de artistas populares do gênero, como Kylie Minogue e Amber. O programa também era conhecido por tocar remixes dance de videoclipes pop, como o remix de Hex Hector da canção "Waiting for Tonight" de Jennifer Lopez e o remix de Thunderpuss de "It's Not Right, But It's OK" de Whitney Houston. O MTV2 Dance era exibido todo domingo entre 1:00 e 4:00.
Na mesma época, o programa 120 Minutes, apresentando somente músicos indies que nunca eram ouvidos nas rádios mainstream dos Estados Unidos, passou a ser exibido nos domingos entre 23:00 e 1:00 e Jim Shearer tomou o lugar de Jancee Dunn na apresentação.
Na primavera de 2002 (outono, no hemisfério sul), a MTV2 alterou seu formato mais uma vez. Surgiram novos programas como Chart2Chart (apresentado por Jim Shearer), que mostrava os videoclipes mais populares do pop, rap, rock e dance; Spankin' New, que mostrava os novos videoclipes da semana e Extreme Rock, que apresentava metal e hard rock tarde da noite no canal, de artistas como Godsmack, Metallica, Iron Maiden e Guns N' Roses. Chris Booker, depois de um período sumido do canal, voltou para apresentar Riffs & Rhymes, um programa dedicado aos artistas que combinavam os sons do rock e do rap, como The Roots, Linkin Park, Limp Bizkit e P.O.D.. O programa ficou no ar somente até o verão de 2002, enquanto Extreme Rock, Spankin' New e Chart2Chart permaneceram até o final de 2003.

### Programação especial
Em março de 2002, a MTV2 criou um programa especial, Most Controversial Videos, para complementar um documentário da MTV News sobre o assunto. O documentário de duas horas recebeu a classificação TV-14 (14 anos) e foi apresentado pelos repórteres da MTV News Iann Robinson e SuChin Pak. A MTV2 exibiu os videoclipes por completo, muitos dos quais estavam banidos da MTV, em um especial de três horas tarde da noite, classificado como TV-MA (18 anos) e exibindo o top 20 dos videoclipes discutidos no especial, com a apresentação de Andrew W.K.. Além do top 20, que incluía "Smack My Bitch Up" do The Prodigy, "Jeremy" do Pearl Jam, "Stan" de Eminem e "Justify My Love" de Madonna, a MTV2 exibiu "Pagan Poetry" de Björk, "Turn the Page" do Metallica, "My Favourite Game" do The Cardigans e "Windowlicker" de Aphex Twin.
Durante o fim de semana do feriado de Memorial Day nos EUA em 2002, a MTV2 exibiu um especial chamado "Increase the Beat". Mais de 400 videoclipes foram apresentados, de artistas pop como Pink, Jennifer Lopez, Destiny's Child e Brandy, rappers como Diddy, Ja Rule, Dr. Dre, Usher, Missy Elliott e DMX, atos techno e dance como Cher, Whitney Houston, The Chemical Brothers e IIO a bandas punk como No Doubt, The Ramones, Blondie e The Offspring, além de videoclipes clássicos das maiores estrelas da MTV como Beastie Boys, Red Hot Chili Peppers, Michael Jackson, Janet Jackson, Prince e Madonna. Também foram exibidos novos videoclipes, de artistas então desconhecidos, como Norah Jones e Nappy Roots. Os videoclipes foram colocados na ordem do mais lento ao mais rápido, baseado no número de batidas por minuto da canção. O videoclipe mais lento foi "This Woman's Work" de Maxwell (55 BPM), e o mais rápido foi "March of the Pigs" de Nine Inch Nails (255 BPM). Increase the Beat ficou no ar o fim de semana inteiro. No Memorial Day, os VJs e empregados da MTV2 entraram no ar ao vivo de uma churrascaria em Nova York, e agruparam os videoclipes em categorias, uma para cada letra do alfabeto.
A próxima programação especial da MTV2 veio durante o fim de semana do dia da independência dos EUA, o "Quatro de Julho" de 2002. Durante todo o fim de semana, ampliado para 4 dias, a MTV2 exibiu um especial chamado Box Set Weekend. O canal exibia a Artist Collection do artista (na época já havia cerca de 100 episódios de Artist Collection), seguida de outros programas sobre aquele artista, como Making the Video, Ultrasound e/ou uma performance ao vivo, dependendo do que estava disponível nos arquivos da MTV. Apesar de não ser a primeira vez que a MTV2 exibia programação que não era videoclipe, o Box Set Weekend teve a maior concentração de outro tipo de programação no canal.
Antes desse fim de semana, a programação que não videoclipe era pouca e distante, e nunca mais de 30 minutos por vez. O Box Set Weekend começou a tendência de exibir menos videoclipes na MTV2 e mais especiais da MTV, o que pode ter decepcionado alguns dos telespectadores originais da MTV2, que assistiam ao canal apenas pela música. No entanto, é dito que a audiência da MTV2 aumentou como resultado dos documentários, entrevistas e especiais de bastidores junto dos videoclipes.
Em 24 de agosto de 2002, a MTV2 exibiu um especial de 18 horas chamado VMA Winners, que exibiu os videoclipes vencedores mais lembrados de todas as edições do Video Music Awards da MTV, como aquecimento para o evento em 29 de agosto. Cada hora era dedicada a uma edição da premiação, começando às 6:00 com o primeiro ano, 1984, e encerrando às 23:00 com 2001. Aproximadamente nove vídeos eram exibidos por hora. Os VJs Jim Shearer e Abby Gennet apresentaram o especial, em três segmentos por hora. Cada um apresentava os primeiros dois segmentos, depois se juntavam no terceiro, para não precisar apresentar na hora seguinte. No final, foram exibidos mais de 160 videoclipes de ganhadores do VMA. A MTV2 exibiu especiais similares em 2003 e 2004, apresentados somente por Jim Shearer e adicionando as edições seguintes do VMA.

### Programação experimental
Também no verão de 2002, a MTV2 fez testes com o horário do MTV2 Dance, exibindo o bloco duas vezes por semana: no seu horário tradicional nos domingos, entre 1:00 e 4:00, mas também nos sábados entre 0:00 e 3:00. Isso durou apenas umas semanas, e no outono de 2002, o bloco foi tirado do ar completamente.
Em 21 de setembro de 2002, a MTV2 exibiu 24 Hours of Love, um especial ao vivo apresentado por Courtney Love. Para o especial, Courtney "controlou" a MTV2 por 24 horas, exibindo uma seleção de videoclipes que ela queria ver, recebendo ligações de telespectadores e trazendo convidados para o estúdio.
No outono de 2002 (no hemisfério norte), entre reclamações de que o canal estava lentamente seguindo os passos da MTV principal, isto é, exibindo menos videoclipes (especialmente os mais raros e mais antigos), a MTV2 estreou um novo programa semanal chamado The Definitive. Seu objetivo era mostrar videoclipes, muitos dos quais poderiam nunca mais ser exibidos pelo canal, em blocos temáticos. Começou a ser exibido nas noites de domingo entre 22:00 e 23:00. O tema do primeiro episódio  era "videoclipes com animações", e foram exibidos videoclipes como "Californication" do Red Hot Chili Peppers e "Do the Evolution" do Pearl Jam. Desde então, o programa teve quase 50 episódios. Alguns dos temas finais foram videoclipes com Snoop Dogg, videoclipes com motocicletas, e videoclipes de músicos que têm pais famosos, em honra ao Dia dos Pais de 2003.
Perto do fim do ano, a MTV2 também começou a exibir Retro Videos, todos os dias entre 7:00 e 8:00, que mais tarde evoluiu para um programa chamado Back in Play, que também era exibido entre 14:00 e 15:00, com cada uma das duas horas mostrando um bloco diferente de videoclipes que não estavam na rotação da MTV e da MTV2. Em dezembro de 2002, a MTV2 tentou mais uma vez exibir cada um dos videoclipes que estrearam no canal naquele ano. Como já havia acontecido, vários videoclipes não foram exibidos.

## Grande evolução de formato
Pelo fim de 2002 e início de 2003, a MTV2 encerrou o formato "exclusivamente videoclipes", e adotou um novo slogan: "Where the Music's At" ("Onde a música está"), apresentando outros programas relacionados à música, em vez de videoclipes 24 horas por dia. Os antigos especiais MTV Icon, e videoclipes inovadores e em destaque, assim como videoclipes mainstream.

### Novos programas de rock e hip-hop
A grade de programação da MTV2 em 2003 trouxe algumas mudanças em relação a 2002. Jesse Snider, filho de Dee Snider da banda Twisted Sister, foi escolhido como apresentador do MTV2 Rock, no lugar de Abby Gennet. Além disso, o programa foi reduzido para uma hora diária, e a programação relacionada ao hip-hop foi aumentada para cinco horas diárias. Grande parte da programação diária estava ocupada por outros especiais e documentários musicais, com a rotação de videoclipes renegada às madrugadas.
Em abril de 2003, a MTV2 exibiu o Madonna Weekend, um especial que comemorava o novo álbum da cantora na época, American Life. O canal exibiu especiais clássicos da MTV e entrevistas de Madonna, assim como uma coleção de 4 horas de videoclipes de Madonna chamado Madonna A-Z. O fim de semana encerrou-se em 20 de abril, com a estréia de The Definitive: Madonna. Foi o primeiro episódio do programa que teve duas horas de duração, e foi completamente determinado por votação online dos telespectadores. O controvertido videoclipe de "Erotica" ficou em primeiro lugar. Apesar da MTV ter banido o videoclipe de seu canal, a MTV2 exibiu o vídeo sem censura e por completo.
Em maio de 2003, o programa de música alternativa 120 Minutes, que tinha começado na MTV em 1986 e tinha se mudado para a MTV2 no final de 2000, chegou ao fim com o último episódio apresentado por Jim Shearer, que entrevistava os ex-VJs Matt Pinfield e Dave Kendall. Após o episódio final, a série foi renomeada para Subterranean e recebeu um formato mais curto, de 60 minutos, e passou a ser exibida nas noites de sexta-feira.
Também em maio de 2003, a MTV2 ressucitou o programa Headbangers Ball, que apresentava uma variedade de videoclipes de heavy metal e hard rock. A banda Metallica apresentou o primeiro episódio, seguido por Rob Zombie pelas próximas semanas. Jamey Jasta, da banda Hatebreed, foi então escolhido como apresentador do programa, apesar de várias vezes ter sido substituído devido a compromissos de turnê. O programa era seguido nos sábados por MTV2 Rock Countdown, com Jesse Snider e outros especiais e documentários relacionados ao rock.
Em junho de 2003, a MTV2 começou um bloco de oito horas de programação hip-hop nos domingos, chamado Sucker Free Sunday. Cada semana, um convidado diferente apresentava Artist Collections ou outros especiais de hip-hop.

### Programas cancelados
Durante o outono de 2003 e no início de 2004, a MTV2 atualizou mais uma vez sua programação para incluir mais blocos separados por gênero musical e menos variedade. O popular programa Control Freak, que permitia aos telespectadores votar no próximo videoclipe que desejavam ver, passou a ir ao ar somente nas terças-feiras por meia hora, em vez de todos os dias, por duas horas. Outros programas diários como Back in Play e Latest & Greatest, que apresentavam uma mistura de videoclipes velhos e novos, também foram cancelados.
Como parte dessa transição, o programa MTV2 Rock foi movido para um horário de meia hora às 20:00, seguido por uma versão diária de meia hora de Headbangers Ball. O programa diário Hip-Hop Show foi aumentado, exibido os novos sucessos do gênero das 17:00 às 19:00, com os mesmos videoclipes exibidos novamente das 22:00 à 00:00. Um novo programa chamado Greatest Hits entrou no lugar de Artist Collections, para que a MTV2 pudesse exibir somente os melhores videoclipes de um artista, e não todos que fizeram. A chegada de Greatest Hits significava que o popular The Definitive seria cancelado também. Por volta dessa época, a programação durante o dia ficou sem videoclipes, e a MTV2 começou a exibir especiais e documentários relacionados à música nesse período.
Na primavera de 2004, a MTV2 encerrou seu contrato com Jesse Snider. Jim Shearer permaneceu no canal e tomou o lugar de Snider em todos os programas de rock. Jamey Jasta permaneceu como o apresentador de Headbangers Ball. Nesse período, a MTV2 também recebeu Amanda Diva como sua nova VJ de hip-hop.

### Fim do formato livre
No verão de 2004, a programação diária da MTV2 tornou-se quase exclusivamente ocupada por reapresentações dos documentários e reality shows da MTV e até mesmo de clássicos desenhos do canal principal como Beavis and Butt-head e Celebrity Deathmatch. Restou pouca programação de videoclipes, incluindo uma hora diária de hip-hop às 18:00 e uma de rock às 20:00.
Nessa época, o formato livre da MTV2, que apresentava uma mistura de videoclipes novos e velhos de todos os gêneros desde o início do canal encerrou-se completamente. Até mesmo durante a rotação de videoclipes da madrugada (das 4:00 às 7:00), uma lista de execução programada determinava os videoclipes que iam ao ar. No final de 2004, a MTV2 tinha feito poucas alterações na sua programação, com programas não-musicais e documentários continuando a ocupar a maior parte da programação diária.

## Segundo relançamento da MTV2
Durante o intervalo do Super Bowl XXXIX, em 6 de fevereiro de 2005, tanto a MTV quanto a MTV2 exibiram um preview de 15 minutos do segundo relançamento da MTV2, que aconteceu à meia-noite de 7 de fevereiro de 2005. O objetivo desse relançamento era criar uma identidade de marca única para a MTV2, cujo público-alvo seria homens na faixa dos 12 ao 34 anos, e acabar com a noção de que o canal era um spin-off da MTV.
O relançamento do canal viu a introdução de um logotipo completamente novo: um cachorro de duas cabeças. Os logotipos antigos foram eliminados do novo logotipo, o que levava a entender que o canal não seria nada como a MTV atual. O Billboard Radio Monitor publicou que as duas cabeças do cachorro simbolizavam o rock e o hip-hop, os dois lados da música na MTV2. Também no espírito do relançamento, foram criadas novas vinhetas ("sharts"), que, com o uso de clipes sem-sentido de filmes B e clipes curtos coletados na Internet e alguns também produzidos pelo próprio canal, acabaram virando identificadores da estação para o canal.
Todos os programas receberam novas aberturas, e a maneira de mostrar os créditos dos videoclipes foi alterada das tradicionais pequenas letras brancas no canto inferior esquerdo da tela (tradição da MTV Networks) para três grandes barras de cores brilhosas que apareciam no meio da tela. Também durante cada programa, o logotipo mudava de cor, uma grande barra aparecia no meio da tela para informar o telespectador do programa que estava sendo exibido. Durante a exibição normal de videoclipes, comentários aleatórios como "pare de pensar no seu cabelo", "nunca tenha medo deles" e "inveja é admiração de cabeça para baixo" apareciam. Essas mudanças foram recepcionadas de maneira mista pelos telespectadores.

### Programas pós-relançamento
Os VJs da MTV2 permaneceram os mesmos depois do relançamento, e houve poucas mudanças na programação. A grade de programação de cada dia continuou com documentários musicais e outros programas não-musicais. A hora diária de rock do MTV2 Rock às 20:00 foi eliminada, e em seu lugar entraram mais programas de hip-hop. O MTV2 Premiere retornou com o nome Unleashed, mostrando novos videoclipes no início de cada hora às terças-feiras. Alguns novos programas não-musicais também foram adicionados à programação. Em 11 de março de 2005, a MTV2 estreou um bloco chamado Sic 'Em Friday, na época composto dos programas Wildboyz (que era da MTV principal), e as novidades Team Sanchez, Stankervision e Wonder Showzen, além de reprises de The Andy Milonakis Show, que passava na MTV em sua primeira temporada.
Em 11 e 12 de junho do mesmo ano, a MTV2 levou ao ar 24 Hours of Foo, um especial ao vivo apresentado pela banda de rock Foo Fighters, que era bastante similar em conceito a 24 Hours of Love, um especial ao vivo apresentado por Courtney Love no canal em 2002. Desde 24 Hours of Foo, não houve mais nenhuma programação ao vivo em grande escala na MTV2.
Apesar de toda "onda" com o relançamento do canal, não houve muitas mudanças na MTV2. A proposta original do canal, que era exibir uma mistura contínua de videoclipes, já era passado há muito tempo. Como resultado das mudanças de programação que estavam crescendo desde 2002 e do relançamento em fevereiro de 2005, a MTV2 tornou-se irreconhecível frente à sua estréia em 1996.

### Tendências atuais
Enquanto 2006 começava, a maior parte da programação da MTV2 continuou se movendo com a tendência geral que havia começado anos antes. Apesar da remoção do famoso logotipo da MTV em formato de bloco em 2005, o canal aumentou sua semelhança com a MTV, exibindo uma quantidade maior de reprises de outros programas da MTV que encaixavam-se no "estilo 
Jackass", assim como outros sem um tema certo.
O foco do canal continuou na programação não-musical, com a maior parte da promoção sendo feita ao seu bloco Sic 'Em Friday. Em 10 de junho de 2006, o canal estreou um bloco de animações chamado Sic'emation, com novos episódios de Celebrity Deathmatch, duas novas séries animadas (Where My Dogs At? e The Adventures of Chico and Guapo), algumas séries da Nickelodeon (The Ren and Stimpy Show, SpongeBob SquarePants, Kappa Mikey e Invader ZIM), assim como reprises da série clássica da MTV, Beavis and Butt-head.
Apesar da música ainda ter espaço na MTV2, a outra programação do canal fica mais tempo no ar e é mais promovida. Para encontrar programação musical, o telespectador deve saber a programação e verificar a grade semanal, já que a MTV2 não anuncia a maior parte dos seus programas musicais, não informando diretamente sobre os horários.
Os videoclipes que ainda são exibidos na MTV2 permaneceram estagnados em 2006. Todo dia, countdowns com uma hora de duração de sucessos (Elite 8), de hip-hop (Sucker Free) e de rock (T-Minus Rock) são exibidos em horários diversos. O top 20 semanal de rock foi cortado para top 10, e muitos dos videoclipes são extraídos de programas da MTV. O Unleashed foi passado para as segundas-feiras. Além do top 10 de rock, um top 20 de hip-hop é exibido, além de Sucker Free Sunday, Headbangers Ball e Subterranean, que permanecem no mesmo horário desde suas estréias em 2003. O canal também continua a exibir blocos de videoclipes chamados apenas de Music Videos, nas madrugadas, geralmente das 4:00 às 8:00, apresentando somente videoclipes atuais.
Sem um programa que represente a imagem do canal e sem nenhuma direção específica, a MTV2 é, atualmente, uma mistura de programação não-musical e de videoclipes direcionada à audiência masculina entre 12 e 34 anos. A partir de suas tendências de programação atuais, a MTV2 continuará com seu formato atual pelo futuro próximo.

## Versões internacionais
Além do canal original nos Estados Unidos, houve alguns canais de outros países conhecidos como MTV2.
- MTV Two, que era focada apenas em rock alternativo, transmitida de Londres no Reino Unido e foi substituída em 2010 pela MTV Rocks;
- MTV2 no Canadá foi muito semelhante para sua contrapartida americana, no entanto, ele tem os Vjs que apresentam programas como MTV2 Videos. A versão canadense anterior da MTV2 foi substituída pelo PunchMuch (agora Juicebox) em junho de 2005. A MTV2 original apresentava um formato de videoclipes sem parar.
- uma versão da MTV2 Pop na Alemanha foi substituída pela Nickelodeon em setembro de 2005.
- No começo dos anos 2000, a MTV Brasil planejou o lançamento da MTV2 no país. Ao contrário do canal principal, a MTV2 Brasil seria inteiramente dedicada a música e só distribuída em TV por assinatura. O projeto foi sendo adiado, até ser oficialmente cancelado por divergências na alta cúpula da emissora.